# Берізкові
Берізкові або березкові (Convolvulaceae) — родина квіткових рослин порядку пасльоноцвітих (Solanales). Налічує близько 40 родів і 1100 видів, з числа яких в Україні росте 4 роди (плетуха (Calystegia), берізка (Convolvulus), повитиця (Cuscuta), кручені паничі (Ipomoea)) і 27 видів.

## Опис
Стебло у цих рослин в'ється по спіралі за годинниковою стрілкою або проти неї, обвиваючи опору. Прості, цільні, з серцеподібною чи стрілоподібною основою довгочерешкові листки розташовані на стеблі в черговому порядку. У деяких берізкових листкові пластини розсічені. Квітки зазвичай правильні, рідко одностатеві і в єдиному випадку двосиметричні, мають яскраво забарвлений віночок у формі трубки, лійки або дзвіночка, що складається з п'яти зрощених між собою пелюсток. Квітки забезпечені п'ятьма тичинками і нектарним диском. Запилення берізкових відбувається комахами. Плід у більшості — коробочка з невеликою кількістю насіння, але у деяких він має форму ягоди.

## Роди
- Aniseia
- Argyreia
- Astripomoea
- Blinkworthia
- Bonamia
- Breweria
- Calycobolus
- Calystegia
- Cardiochlamys
- Cladistigma
- Convolvulus
- Cordisepalum
- Cressa
- Cuscuta
- Decalobanthus
- Dichondra
- Dicranostyles
- Dinetus
- Dipteropeltis
- Ericybe
- Evolvulus
- Falckia
- Hewittia
- Hildebrandtia
- Hyalocystis
- Ipomoea
- Iseia
- Itzaea
- Jacquemontia
- Lepistemon
- Lepistemonopsis
- Lysiostyles
- Maripa
- Merremia
- Metaporana
- Nephrophyllum
- Neuropeltis
- Neuropeltopsis
- Odonellia
- Operculina
- Paralepistemon
- Pentacrostigma
- Pharbitis
- Polymeria
- Porana
- Poranopsis
- Rapona
- Rivea
- Sabaudiella
- Seddera
- Stictocardia
- Stylisma
- Tetralocularia
- Tridynamia
- Turbina
- Wilsonia
- Xenostegia